# Nokia Networks

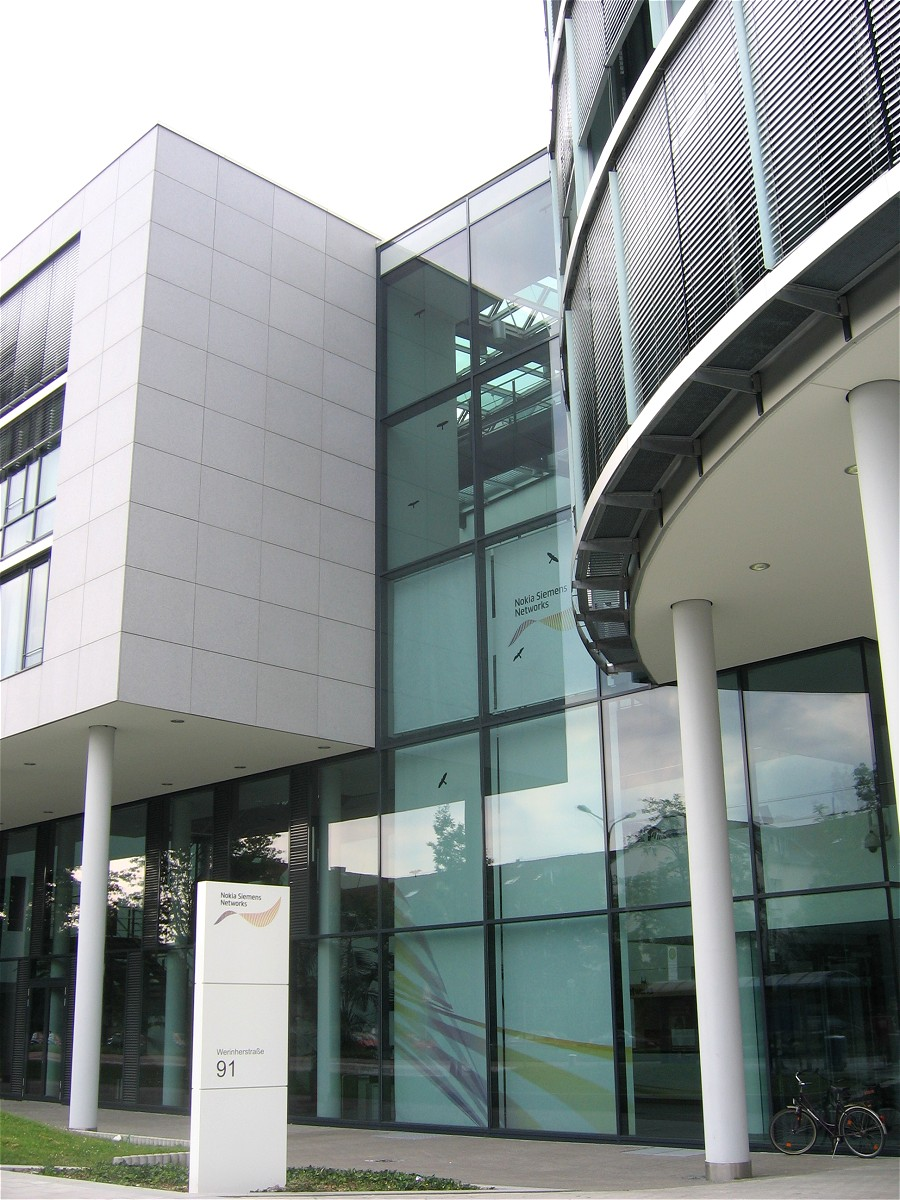
Standort St. Martinstraße in München

Nokia Solutions and Networks B.V. war ein multinationales Telekommunikationsunternehmen. Es wurde 2007 als Nokia Siemens Networks B.V. gegründet und war ein Joint Venture zwischen der finnischen Nokia Oyj und der deutschen Siemens AG. Am 1. April 2007 wurde Siemens Networks mit Nokia Networks Business zusammengeführt. So entstand das nach addiertem Pro-forma-Umsatz zweitgrößte Unternehmen für Mobilfunk - und das viertgrößte für Festnetz-Infrastruktur. Nokia Siemens Networks beschäftigte nach eigenen Angaben zum Zeitpunkt der Gründung etwa 60.000 Mitarbeiter weltweit. Am 1. Juli 2013 teilte Siemens mit, dass Nokia den Siemens-Anteil des Unternehmens für 1,7 Milliarden Euro aufkaufen und fortan alleiniger Eigentümer sein werde. Nach der Übernahme wurde das Unternehmen in Nokia Solutions and Networks umbenannt. Firmensitz ist Espoo in Finnland, eingetragen war es als Unternehmen niederländischen Rechts (B.V.). Da nach dem Wegfall des bisherigen Miteigentümers die bisherige zusätzliche Firmenstruktur wohl keinen Sinn mehr ergab, wurde das Unternehmen 2014 in den Mutterkonzern Nokia integriert.

## Geschäftstätigkeit
Nokia Networks entwickelte und vertrieb Hard- und Softwarekomponenten für Sprach-, Daten- und Mobilfunknetze sowie entsprechende Dienstleistungen an Mobilfunkbetreiber und Dienste-Anbieter weltweit. Das Unternehmen war auf mobile Breitbandlösungen spezialisiert und hatte Unternehmensangaben zufolge 2013 etwa 600 Kunden weltweit, darunter eine Vielzahl der größten Netzwerkbetreiber.
Die Firma war in die zwei Geschäftsbereiche Mobile Broadband und Global Services untergliedert. Mobile Broadband umfasste Soft- und Hardware für den Funk- und Core-Teil der Mobilfunknetze, um Sprach- und Datendienste zu übertragen. Zum Produktportfolio zählten Mobilfunkzugangstechnik, paketorientierte Vermittlungssysteme (Core) sowie Netzwerkmanagementlösungen. Diese mobilen Breitbandlösungen beinhalteten ebenso Komponenten, die für zusätzliche Flexibilität sorgen und eine Migration hin zu Cloud-basierter Architektur erlauben (Liquid Net). Customer-Experience-Management-Software dient dazu, die Kundenerfahrung im Netz zu optimieren. Zum Bereich Global Services gehörten Dienstleistungen wie Planung, Installation, Optimierung und Wartung von Netzen sowie Systemintegration und Managed Services.

## Unternehmensstruktur
Nokia Networks ist nach eigenen Angaben in etwa 150 Ländern weltweit vertreten. Hauptstandorte für Forschung und Entwicklung befanden sich in Finnland, Portugal, Deutschland, Belgien, Indien, China und den USA. Die Produktion war überwiegend in China, Finnland und Indien angesiedelt.
Am 19. Juli 2010 kündigten Nokia Siemens Networks und Motorola den Abschluss einer Vereinbarung darüber an, dass NSN die Mehrheit der Vermögenswerte im Geschäftssegment Mobilfunknetzinfrastruktur von Motorola für 1,2 Milliarden US-Dollar erwerben werde. Der endgültige Kaufpreis betrug jedoch lediglich 975 Millionen. Durch den Kauf erhielt NSN rund 50 Mobilfunkbetreiber als neue Kunden.

## Neuausrichtung
Am 4. Mai 2007 gab das Unternehmen bekannt, dass geplant sei, bis Ende 2010 weltweit etwa 9000 Stellen abzubauen. Davon sollten in Deutschland etwa 2900 Mitarbeiter und in Finnland rund 1600 Mitarbeiter betroffen sein. Geschäftsbereiche, die künftig nicht im Fokus stünden, sollten an externe Geschäftspartner ausgelagert werden. Am 23. November 2011 kündigte die Unternehmensleitung an, bis 2013 weitere 17.000 Stellen abzubauen, um wettbewerbsfähig und langfristig profitabel zu wirtschaften. Im Zuge der angekündigten Restrukturierung beschloss die Leitung von NSN, auch das Festnetzgeschäft komplett aufzugeben und sich auf das Kerngeschäft mit mobilen Breitbandnetzen und zugehörigen Diensten zu konzentrieren. Randbereiche sollten verkauft oder verwertet werden. Am 31. Januar 2012 teilte das Unternehmen mit, dass 2900 der 9100 Arbeitsplätze in Deutschland abgebaut und einige der Unternehmensstandorte geschlossen werden sollten. Einige Standorte wurden allerdings, anders als angekündigt, von den Schließungen ausgenommen.

## Management
- Vorstandsvorsitzender war seit dem 1. Oktober 2009 Rajeev Suri, er wurde zum 1. Mai 2014 als Nachfolger von Stephen Elop CEO von Nokia und war dies bis zum 31. Juli 2020.[12]
- Finanzvorstand (CFO) war seit März 2013 Samih Elhage.
- Als Executive Vice President Marketing and Corporate Affairs fungierte Barry French.
- Executive Vice President Technology and Innovation war Hossein Moiin seit dem 1. Juli 2010.

Alle Vorstandsmitglieder von Nokia Solutions and Networks waren auf der Unternehmenswebsite gelistet.

## Aufsichtsrat
- Jesper Ovesen (Vorsitzender)[14]
- Timo Ihamuotila
- Juha Äkräs
- Louise Pentland